# Lamothe-Fénelon
 Lamothe-Fénelon  es una comuna y población de Francia, en la región de Occitania, departamento de Lot, en el distrito de Gourdon y cantón de Payrac. Está integrada en la Communauté de communes Haute Bourriane .

## Demografía
| 289 | 289 | 297 | 304 | 313 | 320 |
| Para los censos de 1962 a 1999 la población legal corresponde a la población sin duplicidades (Fuente: INSEE [Consultar]) |     |     |     |     |     |